# Den Teufel am Hintern geküsst
Den Teufel am Hintern geküsst, Untertitel Der erstaunliche Werdegang des Komponisten von ’Lili Marleen’ Norbert Schultze, ist ein deutscher Dokumentarfilm aus der Hand des Musikers Arpad Bondy über den Komponisten und Filmkomponisten Norbert Schultze, der für seine musikalischen Untermalungen zu mehreren nationalsozialistischen Propagandafilmen und seine Komposition der Melodie zu Lili Marleen berühmt wurde.

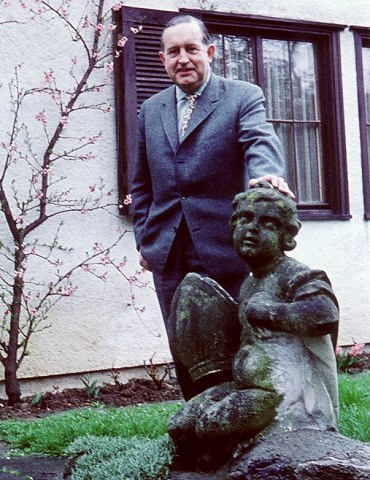
Komponist Norbert Schultze

## Handlung
„Eigentlich wollte ich nie Komponist werden. Ich wollte gern Musiker werden, aber komponieren?“ So beginnt Norbert Schultze, geboren 1911 in Braunschweig, vor der Kamera seine Lebensgeschichte zu erzählen. Recht früh berichtet Joseph Goebbels’ eilfertigster Filmmusiken-Schreiber von seinem begrenzten Ehrgeiz und dass er sich stets für „Mittelmaß“, „gehobenes Mittelmaß“, gehalten habe. Es folgen die einzelnen Lebensstationen, zu denen der 80-jährige, auf einem Stuhl in einem kargen Zimmer einer Kamera sitzend, Kommentare abgibt. Zwischendurch setzt sich Schultze immer mal wieder ans Klavier und gibt Kostproben seines Könnens, gesteht aber auch ein, nie eigene Formen entwickelt zu haben, sondern lediglich, wie er es wörtlich nennt, ein „Gebrauchsmusiker“ zu sein. 
Seine Schaffung von Partituren, die in propagandistischen NS-„Dokumentationen“ wie Feuertaufe (1939/40) und Spielfilmen wie Kampfgeschwader Lützow eingesetzt wurden, haben ihn im Zweiten Weltkrieg von Militärdienst befreit (so genannte Uk-Stellung). Seinen makaber-spöttischen Beinamen „Bomben-Schultze“ verdankte er seinem antibritischen Propagandalied „Bomben auf Engeland“, das Schultze in der Dokumentation noch einmal am Klavier vorspielt und singt. Seine 1938 geschriebenen Noten zu Lili Marleen – zunächst ein Ladenhüter – brachten ihm ab 1941 weit über Deutschlands Grenzen hinaus und sogar beim Feind (Großbritannien, USA), als das von Lale Andersen interpretierte Lied von Radio Belgrad allabendlich ab 21.57 Uhr als Gute-Nacht-Musik für die deutschen Landser an allen Fronten gespielt wurde, Weltruhm ein. Diesen Evergreen trägt Schultze vor der Kamera am Klavier vor. Den Vorwurf, mit derlei Arbeiten ein „Ablenkungskünstler“ gewesen zu sein, lehnt Schultze, der sich lediglich als „Unterhaltungskünstler“ sieht, ab.

Anschließend erzählt Schultze, wie Goebbels persönlich interveniert habe, als es um eine leichte Abänderung des Propagandamusikklassikers „Vorwärts nach Osten“ mit der berüchtigten Schlusszeile „Führer befiehl, wir folgen dir“ ging. Dieses Lied komponierte Schultze anlässlich des deutschen Angriffs auf die Sowjetunion. Dass diese Kompositionen sich dank ihrer Eingängigkeit großer Beliebtheit im Reich erfreuten, erfüllt, wie Schultze im Film unbekümmert eingesteht, ihn eines gewissen Stolzes. Zum 

Schallplatte (Ausschnitt) mit dem Lied Lili Marleen, Norbert Schultzes größtem Hit.

Jahreswechsel 1944/45 erreichte Schultze seinen letzten beruflichen Höhepunkt im Dritten Reich mit einer Komposition, die er unter schwierigen Umständen in Prag (häufige Stromsperren) anfertigte, zu dem Durchhaltefilmklassiker Kolberg. In Berlin erlebte Norbert Schultze das Kriegsende und wurde kurz darauf, als die Amerikaner seiner habhaft wurden und erfuhren, dass es sich bei ihn um dem Lili Marleen-Komponisten handelt, gebeten, auch einen Marsch für die US-Militärpolizei zu komponieren, was er schließlich auch tat. 
Die Entnazifizierung Schultzes verlief für den Musiker, der geglaubt hatte, 1945 von den Alliierten zumindest in Haft genommen zu werden, glimpflich. Dass er als Regimegünstling bezeichnet werden könnte, weist Schultze („Aber ich war doch kein Nazi!“) weit von sich. Als er sich an seinen 1938 in die USA emigrierten Onkel, den Schauspieler und Regisseur Richard Révy mit Bitte um Hilfe wandte, antwortete dieser nur mit einigen wenigen Zeilen: „Lieber Norbert! Du hast den Teufel am Hintern geküsst, das wischt Dir keiner mehr ab. Dein Richard.“ Nach 1945 setzte Norbert Schultze, zunächst unter dem unverfänglichen Filmpseudonym „Peter Kornfeld“, seine Karriere beim westdeutschen Nachkriegsfilm weitgehend ohne persönliche Konsequenzen und Brüche fort. Dieser Film endet mit Schultze wie er, erneut am Klavier, die Propagandagassenhauer „Bomben auf Engeland“ und „Führer befiehl, wir folgen dir“ sowie „Lili Marleen“ spielt.

## Produktionsnotizen
Den Teufel am Hintern geküsst entstand während eines mehrstündigen Interviews im April 1991 als Auftragsproduktion des Süddeutschen Rundfunks an Schultzes Wohnort auf Mallorca und in Berlin. Der Film wurde zunächst 1993 in der ARD ausgestrahlt und 12. Mai 1994 auch in die Kinos gebracht.
Als Off-Sprecher fungierte der Schauspieler Christian Berkel.

## Rezeption
Im Filmdienst heißt es: „Selten wurde so prägnant das Psychogramm eines Mitläufers entworfen, der sich keiner Schuld bewußt ist. Neun Tage lang interviewten die Filmemacher den Komponisten, der u. a. "Lili Marleen" komponierte, in einem weißen, geschichtslosen Raum. Munter plaudert er von seiner Karriere, die nur durch den Exodus jüdischer Musiker ermöglicht wurde. Bewußt wird auf eine explizite moralische Verurteilung verzichtet; der 80jährige entlarvt sich selbst, aber auch eine Gesellschaft, die schnell vergißt.“